# Erweiterung (Spiele)
Als Erweiterung für Spiele werden Spielmittel und -elemente bezeichnet, die an ein bestehendes Grundspiel gebunden sind und den Spielumfang erweitern.

## Erläuterung
Erweiterungen können für Gesellschaftsspiele, Pen-&-Paper-Rollenspiele, Sammelkartenspiele, Tabletopspiele und Computerspiele erscheinen. Per Definition sind Erweiterungen an ein Basis- bzw. Grundspiel gebunden und erweitern den Spielumfang. Erweiterungen erscheinen in der Regel für erfolgreiche Spiele.

### Kategorisierung von Erweiterungen
Übliche Zusatzumfänge für Spiele sind:
- Zusätzliches Spielmaterial für mehr Abwechslung um den Wiederspielwert des Basisspiels zu erhöhen
- Neue Spielmechaniken teilweise mit neuen Spielelementen, zusätzliche Tableaus oder Spielbretter
- Zusätzliches Spielmaterial für mehr Mitspieler
- Eine Solo-Spielvariante um das Spiel alleine spielen zu können
- Kampagnen-Erweiterungen um mehrere Partien eines Spiels zu verknüpfen

### Pen-&-Paper-Rollenspiele und Tabletop-Spiele
Bei Pen-&-Paper-Rollenspielen und Tabletop-Spielen sind Erweiterungen oft zusätzliche Regelbücher die in der Regel auch die Hintergrundgeschichte oder die Handlung des Grundspiels erweitern.
Bei Tabletopspielen können Erweiterungen zusätzliche Konfliktparteien enthalten. So hat bei Warhammer 40.000 jede Konfliktpartei einen eigenen Codex. Aber auch hier können mit Erweiterungen neue Spielmechaniken eingeführt werden, wie z. B. Boote in der Raging Rivers Erweiterung für die 1. Edition von Freebooter’s Fate.

### Sammelkartenspiele
Sammelkartenspiele werden in der Regel als Erweiterungssets veröffentlicht, die aus Boostern bestehen.
Sammelkartenspiele können als „lebendig“ oder „tot“ bezeichnet werden, und für lebendige Sammelkartenspiele werden regelmäßig zusätzlichen Erweiterungen veröffentlicht.
Sammelkartenspiele haben in der Regel kein Grundspiel, das auf unbestimmte Zeit nachgedruckt wird. Stattdessen werden sie vierteljährlich oder halbjährlich durch neue Erweiterungen ersetzt. Erweiterungen führen in der Regel neue Regeln oder Spielmechaniken ein und erweitern die Kartenbibliothek und das Regelwerk des Spiels. Nach einer gewissen Zeit können alte Erweiterungen auch ungültig werden.

### Computerspiele
Ein Erweiterungspack bzw. eine Erweiterung (englisch add-on, expansion, oder expansion pack) für ein Computerspiel ist ein installierbares Software-Paket mit Zusatzinhalten für ein bestehendes Basisspiel.

## Probleme mit Erweiterungen
Erweiterungen können auch Probleme verursachen.

### Mehrspieler-Erweiterungen
Mit mehr Mitspielern können die Partien länger werden und auch das Spielgefühl und das Balancing ändern sich, weil das Grundspiel  nicht auf mehr Spieler ausgelegt ist (z. B. das Spielbrett). Solche Erweiterungen können auch die Downtime, also die Zeit die ein Spieler zwischen seinen Spielzüge nicht aktiv ist, erhöhen.

### Entfernter Umfang aus dem Grundspiel
Immer mal wieder sieht man Erweiterungen, die gleichzeitig mit dem Grundspiel erscheinen oder für deren Inhalt für es im Grundspiel schon Vorbereitungen gibt (z. B. Spielplan von Scythe, der schon im Grundspiel die Startpunkte für die Mehrspieler-Erweiterung enthielt). Dabei handelt es sich dann wahrscheinlich um Spielumfang, der dem Grundspiel entnommen wurde und dann in einer Erweiterung separat verkauft wird.

### Erhöhte Komplexität
Erweiterungen können die Komplexität eines Spiels beträchtlich erhöhen. Ein in sich geschlossenes und funktionierendes Grundspiel, kann durch eine Erweiterung zu komplex und überfrachtet wirken.

### Abweichungen beim Spielmaterial
Bei Erweiterungen mit zusätzlichem Spielmaterial kann das Problem auftreten, dass es Farbabweichungen zum Grundspiel gibt. Dies kann den optischen Gesamteindruck des Spiels stören oder (z. B. bei Rückseiten von Spielkarten) auch spielerisch einen negativen Einfluss haben.

### Fehlende Lokalisierung
Es kann vorkommen, dass für  internationale und dann eingedeutschte Spiele eine Erweiterung für dieses Spiel keine deutsche Lokalisierung bekommt. Das führt dazu, dass, wenn man die Erweiterung spielen möchte und das eingedeutschte Grundspiel besitzt, man Spielregeln in unterschiedlicher Sprache hat.
Teilweise werden Spiele auch von kleinen Verlagen herausgegeben, die mit der deutschen Lokalisierung von Erweiterungen langsamer sind als der ursprüngliche Herausgeber Erweiterungen veröffentlicht.

### Crowdfunding-Erweiterungen
Bei Grundspielen, die über eine Crowdfunding-Plattform vorfinanziert werden, sind sogenannte Stretchgoals üblich. Je erfolgreicher die Kampagne ist, desto mehr zusätzlicher Spielumfang wird freigeschaltet. Bei sehr erfolgreichen Kampagne kann es vorkommen, dass zusätzlicher Spielumfang für Stretchgoals benötigt wird, der nicht geplant war und kurzfristig entwickelt werden muss. Dieser Zusatzumfang kann dann spieltechnisch nicht sinnvoll oder nicht ausbalanciert sein.

## Abgrenzung
Spiele, die nicht an ein Grundspiel gebunden sind aber den gleiche oder einen ähnlichen Namen tragen sind keine Erweiterung. So ist Die Siedler von Catan – Das Würfelspiel keine Erweiterung für das Brettspiel Die Siedler von Catan, sondern ein eigenständiges Spiel.

### Spieleeditionen
Erscheint zu einem Spiel eine neue Edition, so ist das ein neues Basisspiel und keine Erweiterung zu einem Basisspiel. Eine neue Edition zählt also nicht als Erweiterung.
Dabei gibt es Spieleeditionen, bei denen die Erweiterungen für eine alte Edition weiterhin gültig sind, und solche, bei denen alte Erweiterungen nicht mehr gültig sind. Es gibt auch neue Editionen von Grundspielen, bei denen nur ein Teil der Erweiterungen der alten Edition weiterhin gültig sind.

### Miniaturen
Bei Tabletop-Spielen ist es üblich, dass neue Miniaturen erscheinen. Diese sind nach Definition auch eine Erweiterung, werden in der Tabletop-Gemeinschaft aber nicht als Erweiterung betrachtet.

### Crowdfunding
Bei Grundspielen, die über eine Crowdfunding-Plattform vorfinanziert werden, kann es durch die Stretchgoals der Kampagne teilweise schwierig sein zwischen dem Inhalt des Grundspiels und einer Erweiterung zu unterscheiden.

### Kleine Erweiterungen
Bei erfolgreichen Spielen gibt es auch kleine Erweiterungen, häufig als Werbegeschenk, die keinen signifikanten Einfluss auf das Spiel haben. So wurde zum Beispiel dem Magazin Spielbox 2007 eine Erweiterung aus 6 Handwerkskarten für das Brettspiel Die Säulen der Erde beigelegt. Diese Erweiterungen haben sich bei Brettspielen als Werbegeschenke von Spielezeitschriften oder -messen etabliert und sind in der Regel nicht im Spielwarenhandel erhältlich. Diese kleinen Erweiterungen werden üblicherweise zu den Erweiterungen eines Spiels gezählt aber separat aufgeführt.